# Girolamo Pallantieri
Girolamo Pallantieri, O.F.M. Conv. (světským jménem: Bernardino Pallantieri; 20. května 1533 Castel Bolognese – 25. srpna 1619 Bitonto) byl italský římskokatolický duchovní, minorita a biskup Bitonta.

## Život
Narodil se 20. května 1533 v Castel Bolognese do vznešené a bohaté rodiny. Byl synem Francesca Pallantieriho a jeho manželky Lucrezie Volpi.
Roku 1547 vstoupil do Řádu menších bratří konventuálů, kde přijal řeholní jméno Girolamo. Následující rok složil řeholní sliby a byl poslán do Cremony. Zde studoval humanitní vědy, následně ve Ferraře filosofii. Roku 1558 byl vysvěcen na kněze a o dva roky později získal titul magistra. Roku 1566 se v Pavii stal teologem univerzity a roku 1568 byl pozván arcibiskupem Karlem Boromejským do Milána, aby převzal úřad regenta teologického institutu. Do Pavie se vrátil roku 1573.
Byl teologem kardinála z Montalta, se kterým se přestěhoval do Říma. Zde spolupracoval na přípravě kritického vydání děl svatého Ambrože. Roku 1582 byl zvolen provinčním ministrem konventuálů v Bologni a roku 1585 představeným baziliky svatého Antonína v Padově. Po volbě papeže Sixta V. vyučoval na Univerzitě La Sapienza a současně byl examinátorem biskupů.
Dne 10. září 1603 jej papež Klement VIII. jmenoval biskupem Bitonta. Biskupské svěcení přijal 12. října z rukou kardinála Girolama Berneria a spolusvětiteli byli biskup Giulio Santuccio a biskup Hippolytus Manari. Biskupský stolec převzal až roku 1605.
Zemřel 25. srpna 1619 v Bitontu.

## Proces svatořečení
Informativní proces byl zahájen již roku 1623. K oficiálnímu zahájení procesu došlo 23. června 1763.